# Velkovchia enigmatica
Velkovchia enigmatica är en nässeldjursart som beskrevs av Matjasic och Boris Sket 1971. Velkovchia enigmatica ingår i släktet Velkovchia och familjen Clathrozoellidae.
Artens utbredningsområde är Slovenien. Inga underarter finns listade i Catalogue of Life.